# Constance Chiaromonte
Constance Chiaromonte (née en  1377 – morte en 1423) est une reine consort de Naples titulaire et l'épouse de Ladislas Ier de Naples.
Elle est la fille de Manfredi III Chiaromonte, comte de Modica.